# NOGIZAKA46 ASUKA SAITO GRADUATION CONCERT
『NOGIZAKA46 ASUKA SAITO GRADUATION CONCERT』（ノギザカフォーティーシックス アスカ サイトウ グラデュエーション コンサート）は、日本の女性アイドルグループ乃木坂46が2023年5月17日から18日にかけて日本の東京都・東京ドームで開催した齋藤飛鳥の卒業コンサート。2023年10月25日にDVD・Blu-rayを発売。

## 背景と開催
1期生であった齋藤飛鳥は、2022年11月4日に自身のブログ内にて、31stシングル「ここにはないもの」の活動をもって同グループを卒業することを発表。同年12月31日の『第73回NHK紅白歌合戦』への出場を最後にグループを卒業した。
2023年3月20日に「乃木坂46 齋藤飛鳥 卒業コンサート」が東京ドームにて5月17日 - 18日に開催されることが公式サイトで発表された。同グループとして3度目となった東京ドーム公演は、2日間の開催に対して63万件の応募があり、10万人を動員したほか、グループ初となるインバウンドツアーや、オンラインでの生配信も実施された。

## リリース
本公演のBD・DVDは、完全生産限定盤と通常盤の2形態がリリースされた。限定盤は3枚組で、ライブ本編の他、当日の裏側を追ったメイキング映像とラストインタビューを収録。また豪華ブックレット・ポストカード・メンバーのソロカットで制作したトレーディングカード・ライブ当日のバックステージパスレプリカが特典として収められている。

## プロモーション
発売を記念して、完全生産限定盤に収録されている特典映像「Behind the scenes of Asuka Graduation Concert」の予告編が2023年10月9日に乃木坂46の公式YouTubeチャンネルで公開された。
卒業コンサートのライブ映像が10月23日～10月29日に西武新宿駅前の「ユニカビジョン」と池袋駅東口の「池袋MEDビジョン」で放映された。
のぎ動画にて、2022年11月5日にYouTubeチャンネル「乃木坂配信中」で生配信された『ここにはないもの』初披露の模様が2023年10月23日に、また卒業後にリリースされた32ndシングル『人は夢を二度見る』を卒業コンサートでパフォーマンスした模様が2023年10月26日に、それぞれ公開された。
乃木坂46の公式SNSでは卒業コンサートの名場面切り抜き動画を後輩メンバーのコメントと共に投稿。また齋藤飛鳥と一緒に卒コンを鑑賞する（「齋藤飛鳥メッセージアプリ」にて本人からライブに関するメッセージがリアルタイムに届く）企画が催された。
全国のCD SHOPでパネル展示が、SHIBUYA TSUTAYAでは卒業コンサートで着用した衣装の展示が行われた。
完全生産限定盤（DVDまたはBlu-ray）を購入すると、CDショップチェーン別で先着特典が付属した。

## 収録トラック

### 完全生産限定盤
Blu-ray（DISC 1、DISC 2、DISC 3）
DVD（DISC 1、DISC 2、DISC 3、DISC 4、DISC 5）

#### Blu-ray
| 全作詞: 秋元康。 |                                 |        |                          |                        |
| #                | タイトル                        | 作詞   | 作曲                     | 編曲                   |
| 1.               | 「Overture」                    | 秋元康 | 京田誠一                 | 京田誠一               |
| 2.               | 「ここにはないもの」            | 秋元康 | ナスカ                   | the Third              |
| 3.               | 「ありがちな恋愛」              | 秋元康 | 杉山勝彦                 | 野中“まさ”雄一         |
| 4.               | 「制服のマネキン」              | 秋元康 | 杉山勝彦                 | 百石元                 |
| 5.               | 「ハウス!」                     | 秋元康 | y@suo ohtani             | y@suo ohtani           |
| 6.               | 「ダンケシェーン」              | 秋元康 | Akira Sunset、C#         | Akira Sunset、C#       |
| 7.               | 「私、起きる。」                | 秋元康 | Akira Sunset、ZERO       | Akira Sunset、ZERO     |
| 8.               | 「のような存在」                | 秋元康 | Akira Sunset、APAZZI     | APAZZI、Akira Sunset   |
| 9.               | 「僕のこと、知ってる?」         | 秋元康 | 中村泰輔                 | 中村泰輔               |
| 10.              | 「扇風機」                      | 秋元康 | 角野寿和                 | 野村陽一郎             |
| 11.              | 「あの日 僕は咄嗟に嘘をついた」 | 秋元康 | 三輪智也                 | 京田誠一               |
| 12.              | 「Hard to say」                 | 秋元康 | tee tea                  | SHINTA                 |
| 13.              | 「Another Ghost」               | 秋元康 | 前迫潤哉、Yasutaka.Ishio | Yasutaka.Ishio         |
| 14.              | 「Threefold choice」            | 秋元康 | 古川貴浩                 | 古川貴浩               |
| 15.              | 「サヨナラ Stay with me」       | 秋元康 | シライシ紗トリ           | シライシ紗トリ         |
| 16.              | 「路面電車の街」                | 秋元康 | 杉山勝彦                 | 杉山勝彦、谷地学       |
| 17.              | 「他の星から」                  | 秋元康 | Sugaya Bros.、松村PONY   | Sugaya Bros.           |
| 18.              | 「空扉」                        | 秋元康 | FURUTA/Dr.Lilcom         | Dr.Lilcom              |
| 19.              | 「全部夢のまま」                | 秋元康 | you-me                   | 佐々木裕               |
| 20.              | 「Wilderness world」            | 秋元康 | youth case               | youth case、城戸紘志   |
| 21.              | 「インフルエンサー」            | 秋元康 | すみだしんや             | APAZZI                 |
| 22.              | 「深読み」                      | 秋元康 | 高木龍一                 | 高木龍一               |
| 23.              | 「いつかできるから今日できる」  | 秋元康 | Akira Sunset、京田誠一   | 京田誠一、Akira Sunset |
| 24.              | 「あらかじめ語られるロマンス」  | 秋元康 | SoichiroK                | SoichiroK              |
| 25.              | 「ジコチューで行こう!」         | 秋元康 | ナスカ                   | 野中“まさ”雄一         |
| 26.              | 「君に叱られた」                | 秋元康 | youth case               | 石塚知生               |
| 27.              | 「裸足でSummer」                | 秋元康 | 福森秀敏                 | APAZZI                 |
| 28.              | 「Sing Out!」                   | 秋元康 | Ryota Saito、TETTA       | 野中“まさ”雄一         |
| 29.              | 「キャラバンは眠らない」        | 秋元康 | CottON                   | CottON                 |
| 30.              | 「他人のそら似」                | 秋元康 | youth case               | 佐々木博史             |
| 31.              | 「これから」                    | 秋元康 | 浦島健太、菊池博人       | 菊池博人               |
| 32.              | 「乃木坂の詩」                  | 秋元康 | 井手コウジ               | 井手コウジ             |

| 全作詞: 秋元康。 |                                |        |                        |                            |
| #                | タイトル                       | 作詞   | 作曲                   | 編曲                       |
| 1.               | 「Overture」                   | 秋元康 | 京田誠一               | 京田誠一                   |
| 2.               | 「ジコチューで行こう!」        | 秋元康 | ナスカ                 | 野中“まさ”雄一             |
| 3.               | 「インフルエンサー」           | 秋元康 | すみだしんや           | APAZZI                     |
| 4.               | 「シンクロニシティ」           | 秋元康 | シライシ紗トリ         | シライシ紗トリ             |
| 5.               | 「ハウス!」                    | 秋元康 | y@suo ohtani           | y@suo ohtani               |
| 6.               | 「ダンケシェーン」             | 秋元康 | Akira Sunset、C#       | Akira Sunset、C#           |
| 7.               | 「絶望の一秒前」               | 秋元康 | ツキダタダシ           | 若田部誠                   |
| 8.               | 「I see...」                   | 秋元康 | youth case             | 佐々木博史                 |
| 9.               | 「トキトキメキメキ」           | 秋元康 | 中山聡、足立優         | 中山聡、足立優             |
| 10.              | 「扇風機」                     | 秋元康 | 角野寿和               | 野村陽一郎                 |
| 11.              | 「Against」                    | 秋元康 | 古川貴浩               | 古川貴浩                   |
| 12.              | 「ファンタスティック3色パン」  | 秋元康 | ジンツチハシ           | ジンツチハシ               |
| 13.              | 「なぞの落書き」               | 秋元康 | 片桐周太郎             | 野中“まさ”雄一             |
| 14.              | 「他の星から」                 | 秋元康 | Sugaya Bros.、松村PONY | Sugaya Bros.               |
| 15.              | 「制服を脱いでサヨナラを…」    | 秋元康 | 古川貴浩               | 古川貴浩                   |
| 16.              | 「あらかじめ語られるロマンス」 | 秋元康 | SoichiroK              | SoichiroK                  |
| 17.              | 「ロマンティックいか焼き」     | 秋元康 | 横健介                 | 重永亮介                   |
| 18.              | 「ガールズルール」             | 秋元康 | 後藤康二               | 後藤康二                   |
| 19.              | 「Route 246」                  | 秋元康 | 小室哲哉               | 小室哲哉、Music Design     |
| 20.              | 「ありがちな恋愛」             | 秋元康 | 杉山勝彦               | 野中“まさ”雄一             |
| 21.              | 「地球が丸いなら」             | 秋元康 | 山下孝之               | 山下孝之                   |
| 22.              | 「人は夢を二度見る」           | 秋元康 | 松尾一真               | APAZZI                     |
| 23.              | 「帰り道は遠回りしたくなる」   | 秋元康 | 渡邉俊彦               | 渡邉俊彦、早川博隆         |
| 24.              | 「サヨナラの意味」             | 秋元康 | 杉山勝彦               | 若田部誠                   |
| 25.              | 「裸足でSummer」               | 秋元康 | 福森秀敏               | APAZZI                     |
| 26.              | 「Sing Out!」                  | 秋元康 | Ryota Saito、TETTA     | 野中“まさ”雄一             |
| 27.              | 「ここにはないもの」           | 秋元康 | ナスカ                 | the Third                  |
| 28.              | 「硬い殻のように抱きしめたい」 | 秋元康 | 杉山勝彦               | 杉山勝彦、三谷秀甫、谷地学 |
| 29.              | 「僕だけの光」                 | 秋元康 | Hiro Hoashi            | Hiro Hoashi                |
| 30.              | 「ロマンスのスタート」         | 秋元康 | 押田誠                 | 佐々木聡作、押田誠         |
| 31.              | 「おいでシャンプー」           | 秋元康 | 小田切大               | TATOO                      |
| 32.              | 「ジコチューで行こう!」        | 秋元康 | ナスカ                 | 野中“まさ”雄一             |

| #  | タイトル                                          | 作詞 | 作曲・編曲 |
| -- | ------------------------------------------------- | ---- | ---------- |
| 1. | 「Behind the scenes of Asuka Graduation Concert」 |      |            |
| 2. | 「齋藤飛鳥 Last Interview」                       |      |            |

#### DVD
| 全作詞: 秋元康。 |                                 |        |                          |                      |
| #                | タイトル                        | 作詞   | 作曲                     | 編曲                 |
| 1.               | 「Overture」                    | 秋元康 | 京田誠一                 | 京田誠一             |
| 2.               | 「ここにはないもの」            | 秋元康 | ナスカ                   | the Third            |
| 3.               | 「ありがちな恋愛」              | 秋元康 | 杉山勝彦                 | 野中“まさ”雄一       |
| 4.               | 「制服のマネキン」              | 秋元康 | 杉山勝彦                 | 百石元               |
| 5.               | 「ハウス!」                     | 秋元康 | y@suo ohtani             | y@suo ohtani         |
| 6.               | 「ダンケシェーン」              | 秋元康 | Akira Sunset、C#         | Akira Sunset、C#     |
| 7.               | 「私、起きる。」                | 秋元康 | Akira Sunset、ZERO       | Akira Sunset、ZERO   |
| 8.               | 「のような存在」                | 秋元康 | Akira Sunset、APAZZI     | APAZZI、Akira Sunset |
| 9.               | 「僕のこと、知ってる?」         | 秋元康 | 中村泰輔                 | 中村泰輔             |
| 10.              | 「扇風機」                      | 秋元康 | 角野寿和                 | 野村陽一郎           |
| 11.              | 「あの日 僕は咄嗟に嘘をついた」 | 秋元康 | 三輪智也                 | 京田誠一             |
| 12.              | 「Hard to say」                 | 秋元康 | tee tea                  | SHINTA               |
| 13.              | 「Another Ghost」               | 秋元康 | 前迫潤哉、Yasutaka.Ishio | Yasutaka.Ishio       |
| 14.              | 「Threefold choice」            | 秋元康 | 古川貴浩                 | 古川貴浩             |
| 15.              | 「サヨナラ Stay with me」       | 秋元康 | シライシ紗トリ           | シライシ紗トリ       |
| 16.              | 「路面電車の街」                | 秋元康 | 杉山勝彦                 | 杉山勝彦、谷地学     |
| 17.              | 「他の星から」                  | 秋元康 | Sugaya Bros.、松村PONY   | Sugaya Bros.         |
| 18.              | 「空扉」                        | 秋元康 | FURUTA/Dr.Lilcom         | Dr.Lilcom            |
| 19.              | 「全部夢のまま」                | 秋元康 | you-me                   | 佐々木裕             |

| 全作詞: 秋元康。 |                                |        |                        |                        |
| #                | タイトル                       | 作詞   | 作曲                   | 編曲                   |
| 1.               | 「Wilderness world」           | 秋元康 | youth case             | youth case、城戸紘志   |
| 2.               | 「インフルエンサー」           | 秋元康 | すみだしんや           | APAZZI                 |
| 3.               | 「深読み」                     | 秋元康 | 高木龍一               | 高木龍一               |
| 4.               | 「いつかできるから今日できる」 | 秋元康 | Akira Sunset、京田誠一 | 京田誠一、Akira Sunset |
| 5.               | 「あらかじめ語られるロマンス」 | 秋元康 | SoichiroK              | SoichiroK              |
| 6.               | 「ジコチューで行こう!」        | 秋元康 | ナスカ                 | 野中“まさ”雄一         |
| 7.               | 「君に叱られた」               | 秋元康 | youth case             | 石塚知生               |
| 8.               | 「裸足でSummer」               | 秋元康 | 福森秀敏               | APAZZI                 |
| 9.               | 「Sing Out!」                  | 秋元康 | Ryota Saito、TETTA     | 野中“まさ”雄一         |
| 10.              | 「キャラバンは眠らない」       | 秋元康 | CottON                 | CottON                 |
| 11.              | 「他人のそら似」               | 秋元康 | youth case             | 佐々木博史             |
| 12.              | 「これから」                   | 秋元康 | 浦島健太、菊池博人     | 菊池博人               |
| 13.              | 「乃木坂の詩」                 | 秋元康 | 井手コウジ             | 井手コウジ             |

| 全作詞: 秋元康。 |                                |        |                        |                  |
| #                | タイトル                       | 作詞   | 作曲                   | 編曲             |
| 1.               | 「Overture」                   | 秋元康 | 京田誠一               | 京田誠一         |
| 2.               | 「ジコチューで行こう!」        | 秋元康 | ナスカ                 | 野中“まさ”雄一   |
| 3.               | 「インフルエンサー」           | 秋元康 | すみだしんや           | APAZZI           |
| 4.               | 「シンクロニシティ」           | 秋元康 | シライシ紗トリ         | シライシ紗トリ   |
| 5.               | 「ハウス!」                    | 秋元康 | y@suo ohtani           | y@suo ohtani     |
| 6.               | 「ダンケシェーン」             | 秋元康 | Akira Sunset、C#       | Akira Sunset、C# |
| 7.               | 「絶望の一秒前」               | 秋元康 | ツキダタダシ           | 若田部誠         |
| 8.               | 「I see...」                   | 秋元康 | youth case             | 佐々木博史       |
| 9.               | 「トキトキメキメキ」           | 秋元康 | 中山聡、足立優         | 中山聡、足立優   |
| 10.              | 「扇風機」                     | 秋元康 | 角野寿和               | 野村陽一郎       |
| 11.              | 「Against」                    | 秋元康 | 古川貴浩               | 古川貴浩         |
| 12.              | 「ファンタスティック3色パン」  | 秋元康 | ジンツチハシ           | ジンツチハシ     |
| 13.              | 「なぞの落書き」               | 秋元康 | 片桐周太郎             | 野中“まさ”雄一   |
| 14.              | 「他の星から」                 | 秋元康 | Sugaya Bros.、松村PONY | Sugaya Bros.     |
| 15.              | 「制服を脱いでサヨナラを…」    | 秋元康 | 古川貴浩               | 古川貴浩         |
| 16.              | 「あらかじめ語られるロマンス」 | 秋元康 | SoichiroK              | SoichiroK        |
| 17.              | 「ロマンティックいか焼き」     | 秋元康 | 横健介                 | 重永亮介         |
| 18.              | 「ガールズルール」             | 秋元康 | 後藤康二               | 後藤康二         |

| 全作詞: 秋元康。 |                                |        |                    |                            |
| #                | タイトル                       | 作詞   | 作曲               | 編曲                       |
| 1.               | 「Route 246」                  | 秋元康 | 小室哲哉           | 小室哲哉、Music Design     |
| 2.               | 「ありがちな恋愛」             | 秋元康 | 杉山勝彦           | 野中“まさ”雄一             |
| 3.               | 「地球が丸いなら」             | 秋元康 | 山下孝之           | 山下孝之                   |
| 4.               | 「人は夢を二度見る」           | 秋元康 | 松尾一真           | APAZZI                     |
| 5.               | 「帰り道は遠回りしたくなる」   | 秋元康 | 渡邉俊彦           | 渡邉俊彦、早川博隆         |
| 6.               | 「サヨナラの意味」             | 秋元康 | 杉山勝彦           | 若田部誠                   |
| 7.               | 「裸足でSummer」               | 秋元康 | 福森秀敏           | APAZZI                     |
| 8.               | 「Sing Out!」                  | 秋元康 | Ryota Saito、TETTA | 野中“まさ”雄一             |
| 9.               | 「ここにはないもの」           | 秋元康 | ナスカ             | the Third                  |
| 10.              | 「硬い殻のように抱きしめたい」 | 秋元康 | 杉山勝彦           | 杉山勝彦、三谷秀甫、谷地学 |
| 11.              | 「僕だけの光」                 | 秋元康 | Hiro Hoashi        | Hiro Hoashi                |
| 12.              | 「ロマンスのスタート」         | 秋元康 | 押田誠             | 佐々木聡作、押田誠         |
| 13.              | 「おいでシャンプー」           | 秋元康 | 小田切大           | TATOO                      |
| 14.              | 「ジコチューで行こう!」        | 秋元康 | ナスカ             | 野中“まさ”雄一             |

| #  | タイトル                                          | 作詞 | 作曲・編曲 |
| -- | ------------------------------------------------- | ---- | ---------- |
| 1. | 「Behind the scenes of Asuka Graduation Concert」 |      |            |
| 2. | 「齋藤飛鳥 Last Interview」                       |      |            |

### DAY1

#### Blu-ray
「完全生産限定盤」DISC1と同内容。

#### DVD
「完全生産限定盤」DISC1・DISC2と同内容。

### DAY2

#### Blu-ray
「完全生産限定盤」DISC2と同内容。

#### DVD
「完全生産限定盤」DISC3・DISC4と同内容。

## 出演メンバー

### 乃木坂46
- 1期生：齋藤飛鳥[注 1]
- 3期生：伊藤理々杏、岩本蓮加、梅澤美波、久保史緒里、阪口珠美、佐藤楓、中村麗乃、向井葉月、山下美月、吉田綾乃クリスティー、与田祐希
- 4期生：遠藤さくら、賀喜遥香、金川紗耶、北川悠理、黒見明香、佐藤璃果、柴田柚菜、清宮レイ、田村真佑、筒井あやめ、早川聖来、松尾美佑、矢久保美緒、弓木奈於
- 5期生：五百城茉央、池田瑛紗、一ノ瀬美空、井上和、小川彩、奥田いろは、川﨑桜、菅原咲月、冨里奈央、中西アルノ

掛橋沙耶香は療養中のため、林瑠奈と岡本姫奈は体調不良により、それぞれ休演。